# Dream of the Elders
Dream of the Elders est un album du Dave Holland Quartet.

## Description
Composé uniquement de compositions de Dave Holland, cet album est une illustration post-bop d’un quartet basse-saxophone-vibraphone-batterie. Le quartet est rejoint par la chanteuse Cassandra Wilson pour un titre.

## Titres
Tous les titres sont composés par Dave Holland
1. The Winding Way (11:57)
2. Lazy Snake (12:25)
3. Claressence (7:28)
4. Equality (7:08)
5. Ebb & Flow (11:59)
6. Dream of the Elders (11:07)
7. Second Thoughts (8:06)
8. Equality (7:40)

## Musiciens
- Dave Holland – contrebasse
- Eric Person – Saxophones alto et soprano
- Steve Nelson – Vibraphone et Marimba
- Gene Jackson – Batterie
- Cassandra Wilson – Chant (sur la piste 4)